# Kapela sv. Ane, Samobor
Kapela sv. Ane rimokatolička je crkva u Samoboru, zaštićeno kulturno dobro.

## Opis
Kapela je podignuta u park šumi Anindol na južnom obronku brda Tepec iznad središta Samobora. Barokna je građevina s pravokutnom lađom i užim poligonalno završenim svetištem. Pročelje je jednostavno zabatno, s prizemnim predvorjem. Uz sjeveroistočni dio ugrađen je masivni korpus zvonika pravokutnog tlocrta pokriven piramidalnom limenom kapom. Lađa kapele svođena je bačvastim svodom sa spojenim šiljastim susvodnicama između poprečnih lukova, svetište križnim svodom sa zaglavnim kamenom te šiljastim susvodnicama. Zidana je od kamena lomljenca s ugaonim klesanim kvaderima. Unutrašnjost je oslikana 1911.g. Primjer je barokne građevine u kojoj je još vidljiva tradicija građenja kasne gotike.

## Zaštita
Pod oznakom Z-1464 zavedena je kao nepokretno kulturno dobro - pojedinačno, pravna statusa zaštićena kulturnog dobra, klasificirano kao "sakralna graditeljska baština".